# Consell de Ministres d'Espanya
El Consell de Ministres (en castellà: Consejo de Ministros) és l'òrgan col·legiat del Govern d'Espanya on es reuneixen els seus membres: el president del Govern, el vicepresident o vicepresidents del Govern, si n'hi ha, i els ministres. Dirigeix el poder executiu i és l'òrgan superior de l'administració central espanyola.
La seva naturalesa jurídica ve determinada per la Llei 50/1997, de 27 de novembre, del Govern.

## Origen
L'origen del Consell de Ministres espanyol es remunta al 1823, quan el rei Ferran VII va decretar la creació del Consell de Ministres per tractar tots els assumptes d'utilitat general i on cada ministre donés compte dels corresponents negocis de la secretaria al seu càrrec, rebessin les resolucions del monarca i s'encarreguessin de fer-les executar. Les reunions eren presidides pel rei i, en cas d'absència d'aquest, pel primer secretari d'Estat. Prenia acta de les deliberacions, el secretari encarregat del Despatx de Gràcia i Justícia.
En el seus inicis, el Consell de Ministres es reunia un o dos cops per setmana i el componien els cinc secretaris de Despatx -sis quan es va crear el Ministeri de l'Interior- més un secretari.
Originalment, no existia un lloc fix de reunió, però el lloc acostumat solia ser la Secretaria de Despatx de Marina.

## Funcions
Corresponen al Consell de Ministres d'Espanya les següents funcions:
- Aprovar els projectes de llei i la seva remissió al Congrés dels Diputats o, si és el cas, al Senat.
- Aprovar el Projecte de Llei de Pressupostos Generals de l'Estat.
- Aprovar els Reials Decrets-lleis i els Reials Decrets Legislatius.
- Acordar la negociació i la signatura dels tractats internacionals, així com la seva aplicació provisional.
- Remetre els tractats internacionals a les Corts Generals.
- Declarar els estats d'alarma i d'excepció i proposar al Congrés dels Diputats la declaració de l'estat de setge.
- Disposar l'emissió de deute públic o contraure crèdit, quan hagi estat autoritzat per una Llei.
- Aprovar els reglaments per desenvolupar i executar les lleis, previ dictamen del Consell d'Estat, així com la resta de disposicions reglamentàries que procedeixin.
- Crear, modificar i suprimir els òrgans directius dels Departaments Ministerials.
- Adoptar programes, plans i directrius vinculants per a tots els òrgans de l'Administració General de l'Estat.
- Exercir totes les atribucions conferides per la Constitució, les lleis i qualsevol altra disposició.

## Funcionament
El Consell de Ministres es reuneix un cop per setmana, habitualment al matí dels divendres, al Palau de la Moncloa de Madrid.
El seu funcionament és el següent:
- Les reunions del Consell de Ministres són convocades i presidides pel president del Govern d'Espanya. També poden ser presidides pel rei d'Espanya, quan ho cregui oportú i ho demani el president, per ser informat dels assumptes d'Estat.[4]
- Actua com a secretari el ministre de la Presidència.
- Les sessions del Consell de Ministres poden tenir caràcter decisori o deliberant.
- L'ordre del dia de les reunions del Consell és fixat pel president del Govern.
- Poden assistir-hi els secretaris d'Estat i excepcionalment altres alts càrrecs, quan siguin convocats per aquest motiu.
- Les deliberacions del Consell de Ministres són secretes.